# Centrale Militaire Commissie van het Centraal Comité van de Koreaanse Arbeiderspartij

Symbool van de Koreaanse Arbeiderspartij

De Centrale Militaire Commissie van het Centraal Comité van de Koreaanse Arbeiderspartij (Koreaans:  조선로동당 중앙군사위원회) is een orgaan van het Centraal Comité van de Koreaanse Arbeiderspartij verantwoordelijk voor het coördineren van de partijorganisaties binnen het Koreaanse Volksleger. Het beslist over de militaire lijn van de partij. Ofschoon een invloedrijk partijorgaan, is het ondergeschikt aan de Nationale Defensiecommissie van de Democratische Volksrepubliek Korea. De Centrale Militaire Commissie telt 13 leden (2022) en wordt voorgezeten door de secretaris-generaal van de Koreaanse Arbeiderspartij, Kim Jong-un (c. 1984). De voornaamste leden van de Centrale Militaire Commissie hebben ook zitting in het Politbureau.

## Samenstelling
- Voorzitter: Kim Jong-un
- Leden: Hwang Pyong-so, Kim Jae-ryong, Pak Yong-sik, Ri Myong-su, Kim Yong-chol, Ri Man-gon, Kim Won-hong, Choe Pu-il, Kim Kyong-ok, Ri Yong-gil, So Hong-chang, Pak Pong-ju

## Verwijzingen
Juche · Sŏn’gun ·
Congres (8e Congres) · Centraal Comité (8e Centraal Comité) · Secretariaat · Centrale Militaire Commissie · Centrale Controle Commissie · Politbureau (8e Politbureau) ·
Presidium van het Politbureau van de Koreaanse Arbeiderspartij (Leden) · Secretaris-generaal van de Koreaanse Arbeiderspartij (Lijst)